# Рыжов, Анатолий Гаврилович
Анатолий Гаврилович Рыжов (29 мая 1941 — 20 января 2007) — советский хоккеист, защитник, чемпион СССР (1962), мастер спорта СССР (1961).

## Биография
Анатолий Рыжов родился 29 мая 1941 года. Воспитанник хоккейной школы команды «Спартак» (Москва).
В 1959—1965 годах Рыжов выступал за команду «Спартак» (Москва), забросив 11 шайб в 102 матчах чемпионата СССР. За это время в составе своей команды он один раз (в 1962 году) становился чемпионом СССР, один раз (в 1965 году) — серебряным призёром и два раза (в 1963 и 1964 годах) — бронзовым призёром чемпионата СССР. Во время выступлений за «Спартак» в разные годы играл в паре с защитниками Валерием Кузьминым, Алексеем Макаровым, Владимиром Испольновым и Александром Логачёвым.
В 1965—1969 годах Анатолий Рыжов выступал за команду «Крылья Советов» (Москва), забросив 6 шайб в 125 матчах чемпионата СССР (по неполным данным, приведённым на сайте клуба, в 1967—1969 годах он провёл 47 игр чемпионата СССР, забросив 3 шайбы). Во время выступлений за «Крылья Советов» Рыжов в разные годы играл в паре с защитниками Юрием Тюриным, Валерием Гущиным и Александром Зарубиным. В 1968 году вместе с командой завоевал Кубок Ахерна, проходивший с 26 декабря 1967 года по 6 января 1968 года в Швеции.
Всего в чемпионатах СССР Рыжов провёл более 300 матчей, забросив 17 шайб (по другим сведениям, 15 шайб или 16 шайб).
Скончался 20 января 2007 года. Похоронен на Николо-Архангельском кладбище (Москва).

## Достижения
- Чемпион СССР по хоккею — 1962[1][5].
- Серебряный призёр чемпионата СССР — 1965[1].
- Бронзовый призёр чемпионата СССР — 1963, 1964[1].
- Обладатель Кубка Ахерна — 1968[13].